# Paraharmochirus monstrosus
Paraharmochirus monstrosus är en spindelart som beskrevs av Kálmán Szombathy 1915. Paraharmochirus monstrosus ingår i släktet Paraharmochirus och familjen hoppspindlar. Inga underarter finns listade i Catalogue of Life.